# 東山法門
東山法門（とうざんほうもん）とは、中国の唐初、蘄州黄梅県を中心として宗風を振るった道信（第四祖）・弘忍（第五祖）の師弟を中心とした禅宗の一門を指す言葉である。
東山とは、弘忍が住した黄梅県の馮茂山（五祖山）を言う。同じく黄梅県の双峰山（四祖山）が「西山」と呼ばれるのに対して、「東山」と呼ぶ。よって、東山法門とは、本来は、門弟子の活躍により広く知られるようになった弘忍の教法・一派を指す言葉であった。
しかし、今日一般には、確実な師弟関係を有し、活躍地域が密接していることなどをもって、道信の教法・一門をも含めて東山法門と称している。